# Pyrilia
Pyrilia är ett fågelsläkte i familjen västpapegojor inom ordningen papegojfåglar. Släktet omfattar sju arter som förekommer i Latinamerika från södra Mexiko till Amazonområdet:
- Rödörad papegoja (P. haematotis)
- Rosakindad papegoja (P. pulchra)
- Saffranspapegoja (P. pyrilia)
- Orangekindad papegoja (P. barrabandi)
- Caicapapegoja (P. caica)
- Skallig papegoja (P. aurantiocephala)
- Gampapegoja (P. vulturina)

Arterna placerades tidigare i Pionopsitta, men studier visar dock att de inte är varandras närmaste släktingar.